# 魚雷艇

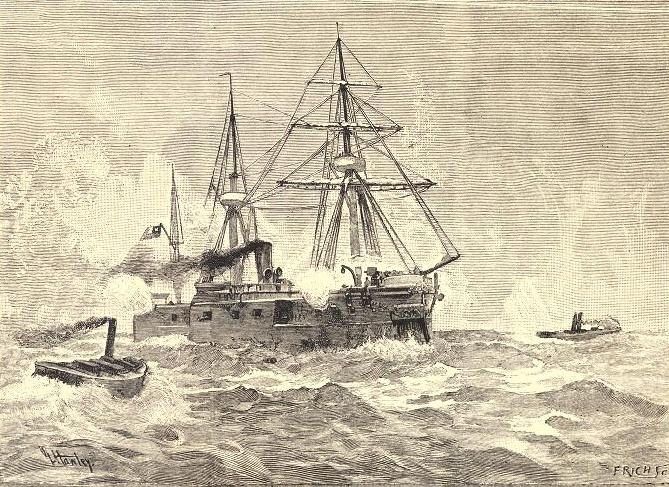
1891年智利內戰期間，魚雷艇攻擊智利海軍的考科藍海軍上將號中央炮廓鐵甲艦中央炮廓鐵甲艦

魚雷艇是一種相對於其他種類艦艇小、快速，並以魚雷為主要武器的海軍艦艇。
最初的設計是蒸汽動力小艇，帶著魚雷撞擊敵艦。後來演變成發射帶有自有動力的懷特黑德魚雷。 
魚雷艇噸位小，屬於近海艦艇，以速度、敏捷性、威力強大的魚雷、低廉成本而能大量製造，對抗速度較慢而裝甲堅厚的敵軍艦艇。以一批魚雷艇集體攻擊，可能可以壓倒一艘較大型、具備較大但操作緩慢的火炮的軍艦。魚雷艇較小的噸位與有限的燃料量限制其僅能在近海活動，但對此區域的敵軍主力艦仍可能構成威脅。
19 世紀後期，高速魚雷艇的出現，引起海軍戰略家的高度關切，提出了「不對稱戰爭」的概念。而大型軍艦先是裝配了小口徑速射砲用於防禦魚雷艇，接著出現小型但適於遠航的艦艇，可以伴隨艦隊航行，安裝輕型速射砲，承擔防禦魚雷艇攻擊的任務，稱為“魚雷艇驅逐艦”（後來簡稱為“驅逐艦”）。驅逐艦最初主要承擔防禦任務，在主力艦可能遭受攻擊的射程之外，以火砲應對魚雷艇的威脅。後來驅逐艦的噸位漸形增大，任務也多元化，包括進行魚雷攻擊、防禦潛艇和飛機，最後裝上了導彈，成為現代水面艦艇的主角之一。而今天的「攻擊快艇」就承繼了以小型、快速、廉價的水面艦艇但配備強大進攻性武器的概念。

## 長杆魚雷艇

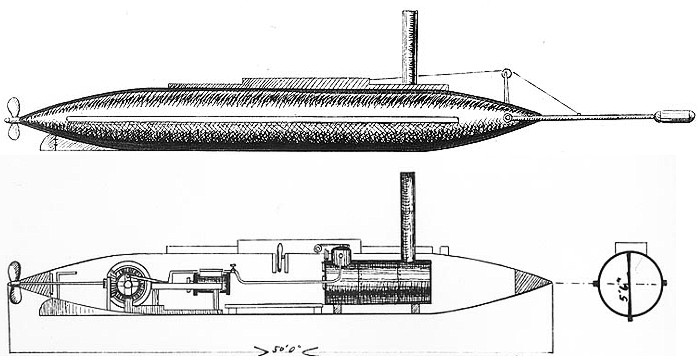
邦聯的魚雷艇 CSS David。

美國內戰中出現了許多海戰的創新，包括一種早期的魚雷艇，配備長杆魚雷（spar torpedo）。 1861 年，亞伯拉罕·林肯總統對南方邦聯實施海上封鎖，影響了邦聯的貿易能力，但是邦聯沒有能力建造一支能夠與聯邦海軍抗衡的海軍艦隊，因而出現了幾種對抗海上封鎖的策略，其一就是發展魚雷艇，以小型快艇對抗敵軍艦隊的大型戰艦，是一種不對稱戰爭的手段。
大衛級魚雷艇（如CSS Midge）採用蒸汽動力，船體部分封閉而為半潛式（並非真正的潛艇），裝載壓載物後時，在水線以上的只有煙囪和幾英吋高的船體。CSS Squib 和 CSS Scorpion 是另一類魚雷艇，結構也很低，但有開放式甲板，沒有大衛級的壓載艙。
邦聯的魚雷艇裝備長杆魚雷，這是將火藥裝在防水箱裡，安裝在魚雷艇船頭水線以下的一根長杆。攻擊時，魚雷艇撞擊目標，魚雷前部的倒鉤將魚雷固定在目標船上，魚雷艇再後退到安全距離並引爆魚雷（通常是使用長繩拉動扳機）。
邦聯的魚雷艇不算成功，低乾舷使其容易入水，也常被魚雷爆炸引發的水霧撲滅鍋爐。魚雷過早引爆或不引爆也是常見的問題。 1864 年，聯邦海軍中尉威廉 B. 庫欣（William B. Cushing）用蒸汽發射裝置發射長杆魚雷，攻擊邦聯海軍的鐵甲艦「阿爾伯馬爾號（Albemarle）」。同年，聯邦海軍也推出了魚雷艇，有多項技術創新，包括用於攻擊任務的可變壓載物，以及可擴展和可再裝載的魚雷放置長杆。

## 有動力魚雷

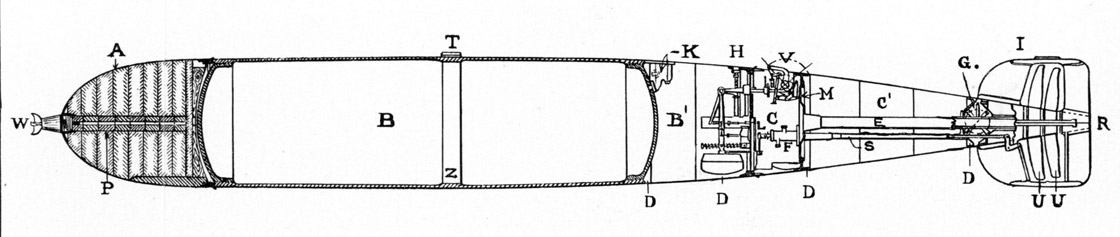
Whitehead torpedo's general profile: A. war-head B. air-flask. B'. immersion-chamber CC'. after-body C. engine-room DDDD. drain-holes E. shaft-tube F. steering-engine G. bevel-gear box H. depth-index I. tail K. charging and stop-valves L. locking-gear M. engine bed-plate P. primer-case R. rudder S. steering-rod tube T. guide-stud UU. propellers V. valve-group W. war-nose Z. strengthening-band

有動力魚雷的發展，起自奧匈帝國里耶卡城的奧地利海軍軍官喬瓦尼·盧皮斯 (Giovanni Luppis），和當時城裡工廠的經理，英國工程師羅伯特·懷特黑德（Robert Whitehead）的計畫。 1864 年，盧皮斯向懷特黑德提出了 Salvacoste（“海岸保護者”）計劃，這是一種由陸地繩索驅動的浮動武器，但由於轉向和推進機制不實用，遭到海軍當局駁回。
懷特黑德無法對機器進行實質性改進，因為發條馬達、繩索和水面攻擊模式，結果使得這種武器緩慢而笨重。雖然合約結束了，他仍然思考這個問題，最終開發出一種管狀裝置，以壓縮空氣為動力，能在水下自立行動。結果是一種潛水武器（稱為 Minenschiff，“地雷船”），這是第一種現代有動力魚雷，於 1866 年 12 月 21 日正式提交給奧地利帝國海軍委員會。
第一次試驗並未成功，魚雷無法在穩定的深度上保持航向。後來懷特海德終於努力克服了此一問題，並在 1868 年介紹這個“秘密”。這是一種由靜壓閥和擺錘組成的機構，可以調整魚雷的水平尾翼以保持預設深度。

## 第一代魚雷艇

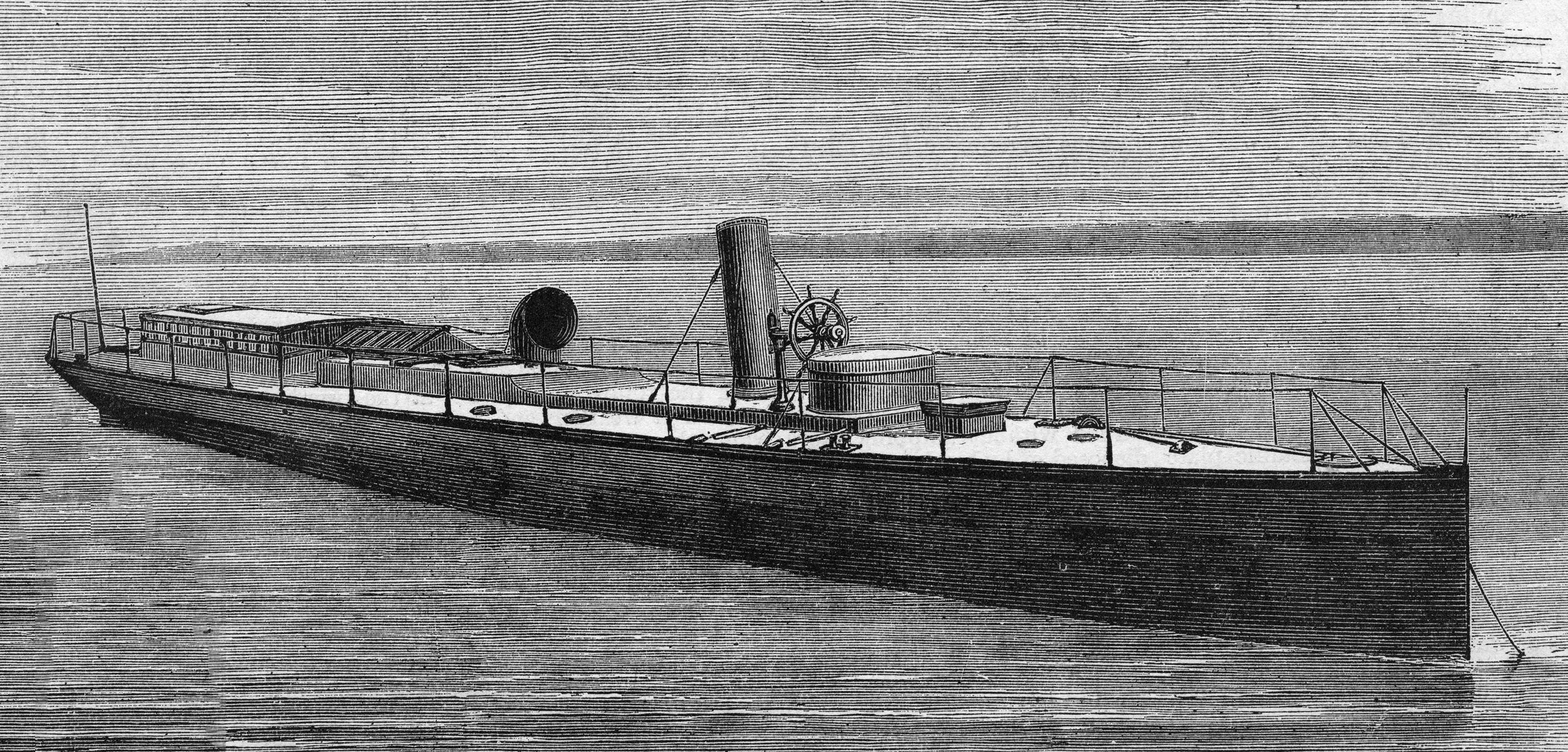
HMS Lightning，興建於 1876年的第一艘現代魚雷艇。

在 19 世紀中葉，配備重型火砲和重型裝甲的大型蒸汽動力船（鐵甲艦）成為艦隊主力。這條發展路線最後演化出無畏級艦。
但沉重的裝甲減低了航速，而為了穿透敵方裝甲所裝配的巨砲，發射的速度相當緩慢。於是一艘小而快的船，有機會以低得多的成本攻擊主力艦，而魚雷就是一種可能使任何戰艦癱瘓甚至沉沒的武器。
第一艘攜帶有動力魚雷的軍艦是 1873 年的英國海軍 HMS Vesuvius號，而第一艘專門設計用於發射懷特黑德魚雷的海上船艦是，由約翰·桑尼克羅夫特建造，於 1876 年入役。
另一艘早期的魚雷艇，HMS Lightning，原使用兩個吊環發射魚雷，但在 1879 年被裝在船頭的單一魚雷發射管所取代。她還在船中部攜帶了兩枚魚雷，可由發射管再度發射。本艇後來更名為 1 號魚雷艇。 法國海軍在1875年就下訂的1 號魚雷艇，於1878 年下水。
另一艘早期的魚雷艇是挪威的 HNoMS Rap，於 1872 年或 1873 年向英格蘭的桑尼克羅夫特公司（Thornycroft） 造船公司訂購，航速為 14.5 節，完工時是世界上最快的船隻之一。最初計劃配備長杆魚雷，但可能從未安裝過；在 1879 年裝上了新型懷特黑德魚雷的發射架。

## 早期的戰鬥

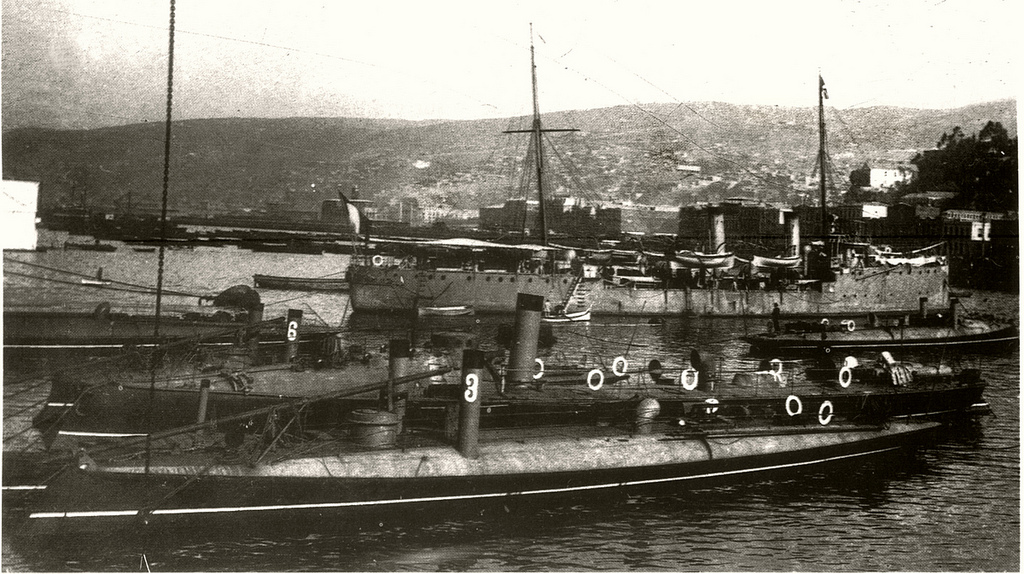
在Valparaíso的智利魚雷艇，投入了太平洋戰爭。

史上第一次由魚雷艇發射魚雷的戰役是 1877-1878 年俄土戰爭期間，在1878 年 1 月 16 日，斯捷潘·馬卡羅夫 (Stepan Makarov) 使用懷特黑德魚雷攻擊對抗鄂圖曼土耳其帝國砲艇 İntibâh號（此戰役中，魚雷艇是由魚雷艇母船放出的）。被魚雷艇所擊沉的第一艘鐵甲艦，是在 1891 年智利內戰期間期間，智利鐵甲艦 Blanco Encalada號（「布朗寇恩卡拉達號」）。
19 世紀後期，多國海軍開始建造長度為 30 至 50（98 至 164 英尺）、配備多達三個魚雷發射器和小型火砲的魚雷艇。它們以蒸汽機為動力，最高速度為20至30節，造價相對便宜，可以大量興建，對以大型船隻組成的艦隊進行大規模攻擊。就算一個魚雷艇中隊損失在敵人火力，相較於擊沉一艘主力艦，也還是划算的。
1904-1905年的日俄戰爭是二十世紀的第一場大戰， 也是對新型鋼鐵戰艦、巡洋艦、驅逐艦、潛艇和魚雷艇的首次實戰測試。 戰爭期間俄羅斯帝國海軍除了軍艦外，還派出了86艘魚雷艇 。在三個主要戰役，所有艦艇共發射了 27 顆魚雷，命中 5 次。日本帝國海軍和俄羅斯海軍一樣，經常將魚雷艇（其中較小的只有舷號，只有較大的第一級魚雷艇有命名）與魚雷艇驅逐艦 （通常簡稱為驅逐艦）混合使用，在戰爭期間發射了 270 多枚魚雷（計入 1904 年 2 月 8 日在亞瑟港海軍基地的首次交戰）。戰役期間日本海軍部署了大約21艘魚雷艇，在1905年5月27日的對馬海峽戰役中，準備追擊俄羅斯艦隊的東鄉平八郎海軍上將，命令他的魚雷艇擊沉受重創的俄方旗艦－－齊諾維·羅熱斯特文斯基海軍上將的旗艦 Knyaz Suvorov 號。魚雷驅逐艦與魚雷艇向俄羅斯戰艦發射了 16 枚魚雷，只有四枚命中，其中兩枚來自72號與75號魚雷艇 。傍晚時分，俄軍旗艦沉入對馬海峽。 到戰爭結束時，魚雷擊沉了一艘主力艦、兩艘裝甲巡洋艦和兩艘驅逐艦。 剩下的 80 多艘艦艇是被槍砲、水雷擊沉，或是自沉。

## 魚雷艇驅逐艦

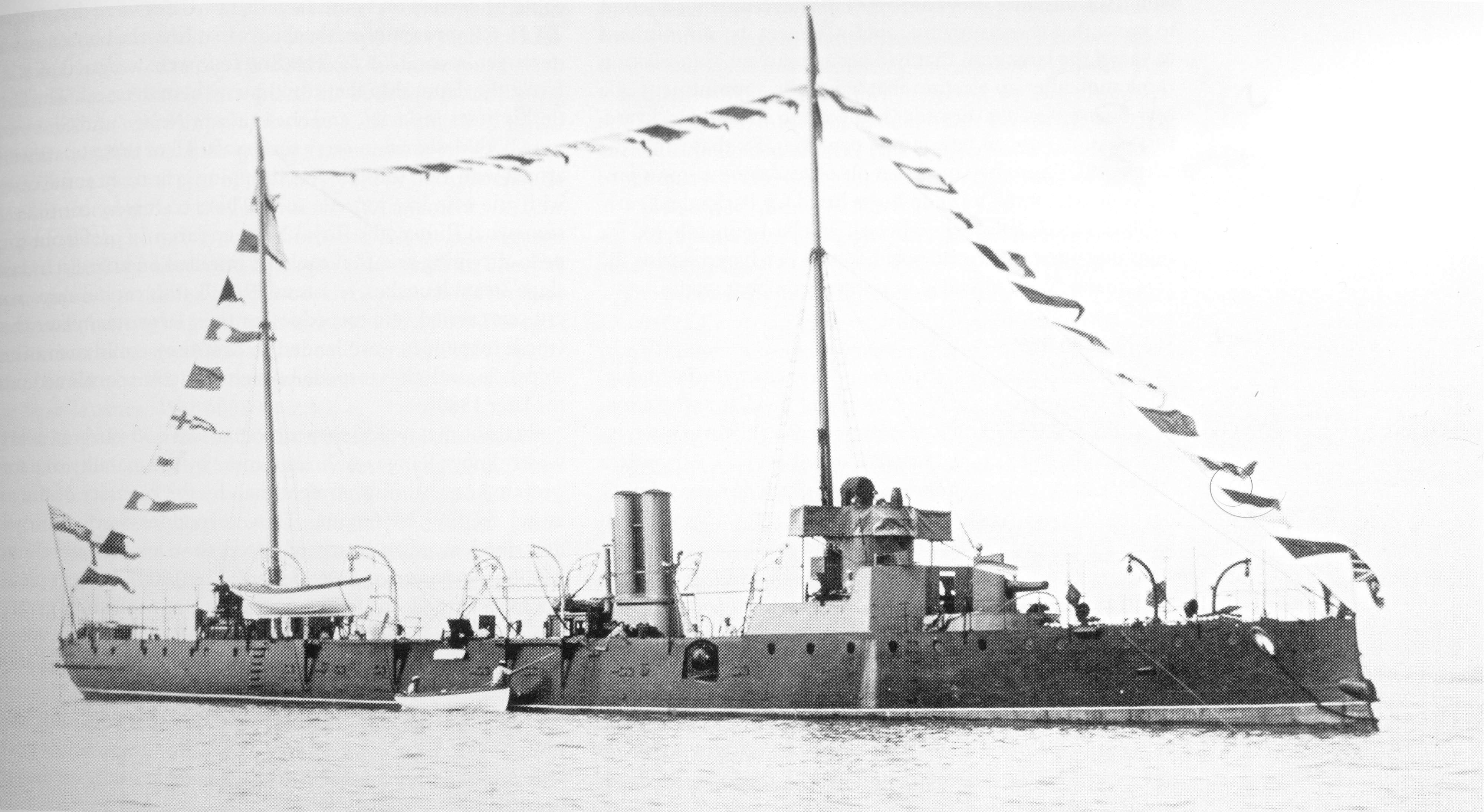
HMS Spider，早期的魚雷砲艇。

魚雷艇的出現對世界各國的海軍是一大衝擊，在現有艦艇上加裝了較小但發射速度更快的火砲以抵禦魚雷艇帶來的新威脅。在 1880 年代中期出現了魚雷砲艇，這是第一種以摧毀魚雷艇為目標的艦艇，本質上是非常小的巡洋艦，配備魚雷發射管和適當的火砲，用於追擊較小的敵方船隻。
這類艦艇的第一個例子是 HMS Rattlesnake，由 Nathaniel Barnaby 於 1885 年設計 。這艘砲艇配備魚雷，專為追擊並摧毀較小的魚雷艇而設計。裝備一門 4 英寸/25 磅後膛砲、六門 3 磅速射砲和四支 14 英寸魚雷發射管，在船頭裝置兩根固定式魚雷發射管和，兩側各有一組投擲式魚雷發射器，艦上攜帶了四枚魚雷 。隨後在 1880 年代和 1890 年代，英國皇家海軍建造了數種魚雷砲艇，但到了1890 年代末，更快速的魚雷艇驅逐艦淘汰了魚雷砲艇。
海軍少將傑基·費舍爾於 1892 年向亞羅船廠訂購了正式命名為“魚雷艇驅逐艦”（TBD）的艦艇 ，基本上是將魚雷艇加大，航速等於或超過魚雷艇，但裝備了更重的火砲，可以在能夠魚雷艇接近艦隊之前就攻擊它們。
HMS Daring 與 HMS Decoy  都是由桑尼克羅夫特公司（Thornycroft）建造的，配備 1 門 12 磅砲和 3 門 6 磅砲，船頭有一個固定式 18 英寸魚雷發射管，另外兩個魚雷發射管安裝在煙囪後面的旋轉支架上。後來拆除了船頭魚雷發射管，改裝兩門 6 磅砲。裝配的兩具爐可產生 4,200 馬力（3,100 千瓦），最高航速達到 27 節，使得本型艦擁有與戰鬥艦隊配合的航程與航速。

日俄戰爭後，這類艦隻被簡稱為驅逐艦。驅逐艦比魚雷艇適航性更好，功用更多，最終取代了大多數魚雷艇。 一戰後的倫敦海軍條約限制了軍艦的噸位，但對600噸以下的艦艇並未設限。 法國、意大利、日本和德國海軍於是針對該排水量開發魚雷艇，大致上船身長 70 至 100 米，配備兩或三門口徑100 毫米（4 英寸）左右的火砲，以及魚雷發射器。 二戰後，這類艦艇被分類為護衛艦。
德國的 Kriegsmarine 魚雷艇，艇號頭字為"T”。1930 年代中期設計的魚雷艇，幾乎沒有火砲而完全依賴魚雷。但在實戰中發現不足，後來出現了“艦隊魚雷艇”（Flottentorpedoboot），噸位高達1700噸，幾乎是小型驅逐艦。 英國巡洋艦 HMS Charybdis 被德國魚雷艇 T23 和 T27 發射的魚雷擊沉於布列塔尼。

## 文獻
- Campbell, Thomas, R. "Hunters of the Night: Confederate Torpedo Boats in the War Between the States" Burd Street Press, 2001.
- Jentschura, Hansgeorg. Warships of the Imperial Japanese Navy, 1869–1945. United States Naval Institute, Annapolis, Maryland; 1977. ISBN 0-87021-893-X.
- Lyon, David. The First Destroyers. Chatham Publishing, 1 & 2 Faulkner's Alley, Cowcross Street, London, Great Britain, 1996. ISBN 1-55750-271-4.
- Olender, Piotr. Russo-Japanese Naval War 1904–1905, Vol. 2, Battle of Tsushima. Published by Stratus s.c., 2010. Sandomierz, Poland. ISBN 9788361421023.
- Preston, Anthony. "Destroyer", Bison Books (London) 1977. ISBN 0-600-32955-0.

## 外部連結
- 维基共享资源上的相關多媒體資源：魚雷艇

Template:Warship types of the 19th & 20th centuries